# Miss May I
I Miss May I sono un gruppo musicale statunitense formatosi a Troy, Ohio, nel 2006.

## Storia

### Inizi (2006-2009)

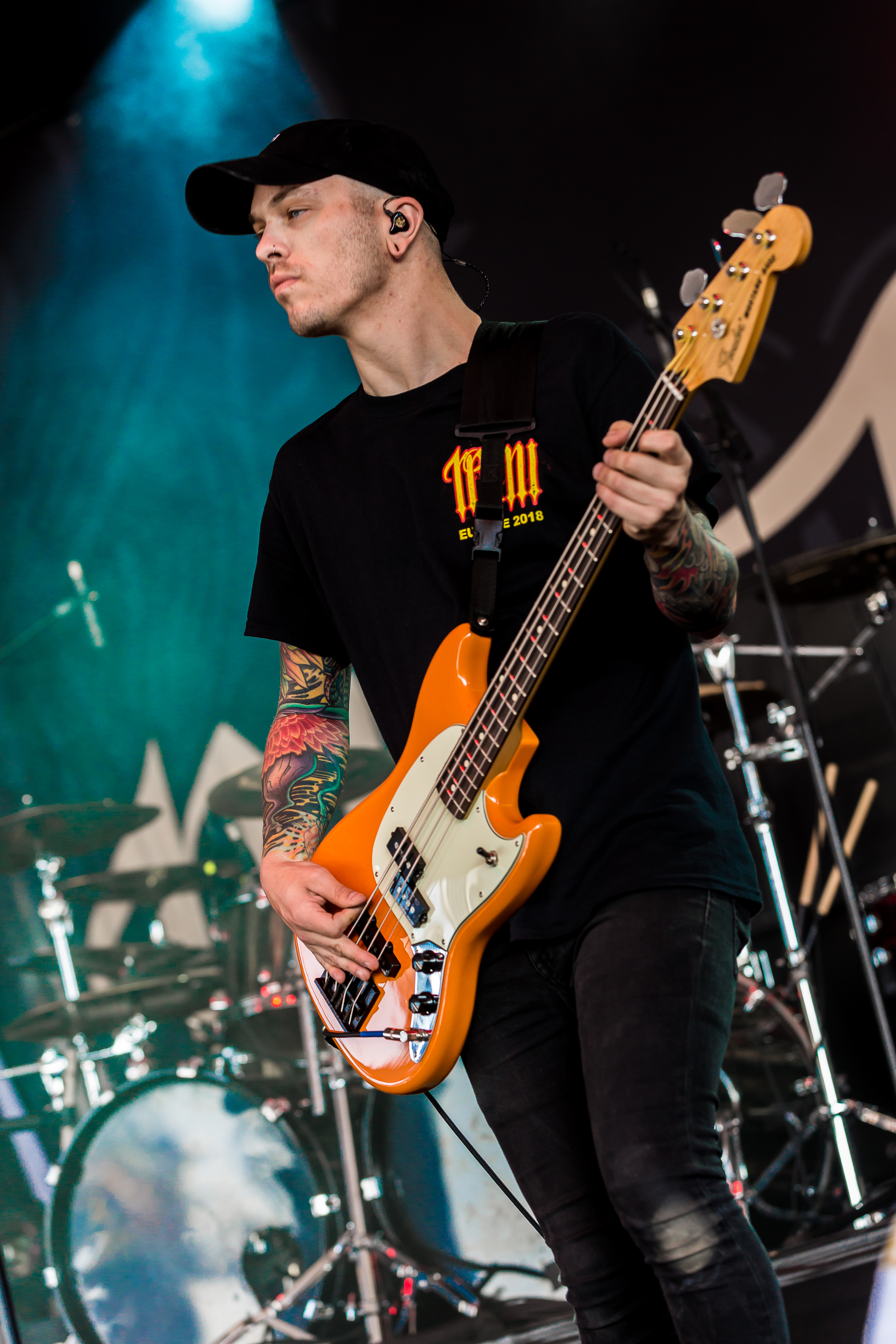
Il bassista e seconda voce Ryan Neff

I Miss May I si formarono nel 2006 quando i componenti frequentavano ancora le scuole superiori. I membri originali sono i chitarristi Justin Aufdemkampe e B.J. Stead, il cantante Levi Benton, il batterista Jerod Boyd ed il bassista/seconda voce Ryan Neff. Nel 2007 i Miss May I pubblicarono il loro primo EP dal titolo Vows for a Massacre. Sempre nel 2007 Ryan Neff lasciò la band per suonare con i Rose Funeral e venne sostituito da Josh Gillespie. Nel 2008 la band pubblicò un demo e venne notata dalla Rise Records che li mise sotto contratto.

### Primi album, firma con la Rise (2009-2015)
Nel 2009 la band pubblicò il suo primo album in studio, intitolato Apologies Are for the Weak. In seguito alla pubblicazione dell'album la band partì in tour con Carnifex, Blessthefall e The Devil Wears Prada. Poco dopo l'inizio del tour il bassista Josh Gillespie lasciò il gruppo e venne sostituito dal rientrante Ryan Neff. Sempre nel 2009 venne pubblicato un video musicale per il singolo Forgive and Forget, brano incluso nella colonna sonora del film horror Saw VI. Nel 2011 la title track Apologies Are for the Weak venne inclusa nella colonna sonora del videogioco Saints Row: The Third. Nel frattempo la band partecipa al Back to Roots Tour insieme agli Your Demise in supporto ai The Devil Wears Prada.
Dopo il tour il gruppo tornò in studio con il produttore Joey Sturgis e nel 2010 venne pubblicato il secondo album della band dal titolo Monument. Nel 2011 la band partecipa al Warped Tour. Nell'autunno 2011 i Miss May I presero parte all'I'm Alive Tour con We Came as Romans, Of Mice & Men, Texas in July e Close to Home. In seguito il gruppo partecipò al No Guts, No Glory Tour con Pierce the Veil, Woe, Is Me, Letlive e The Amity Affliction.

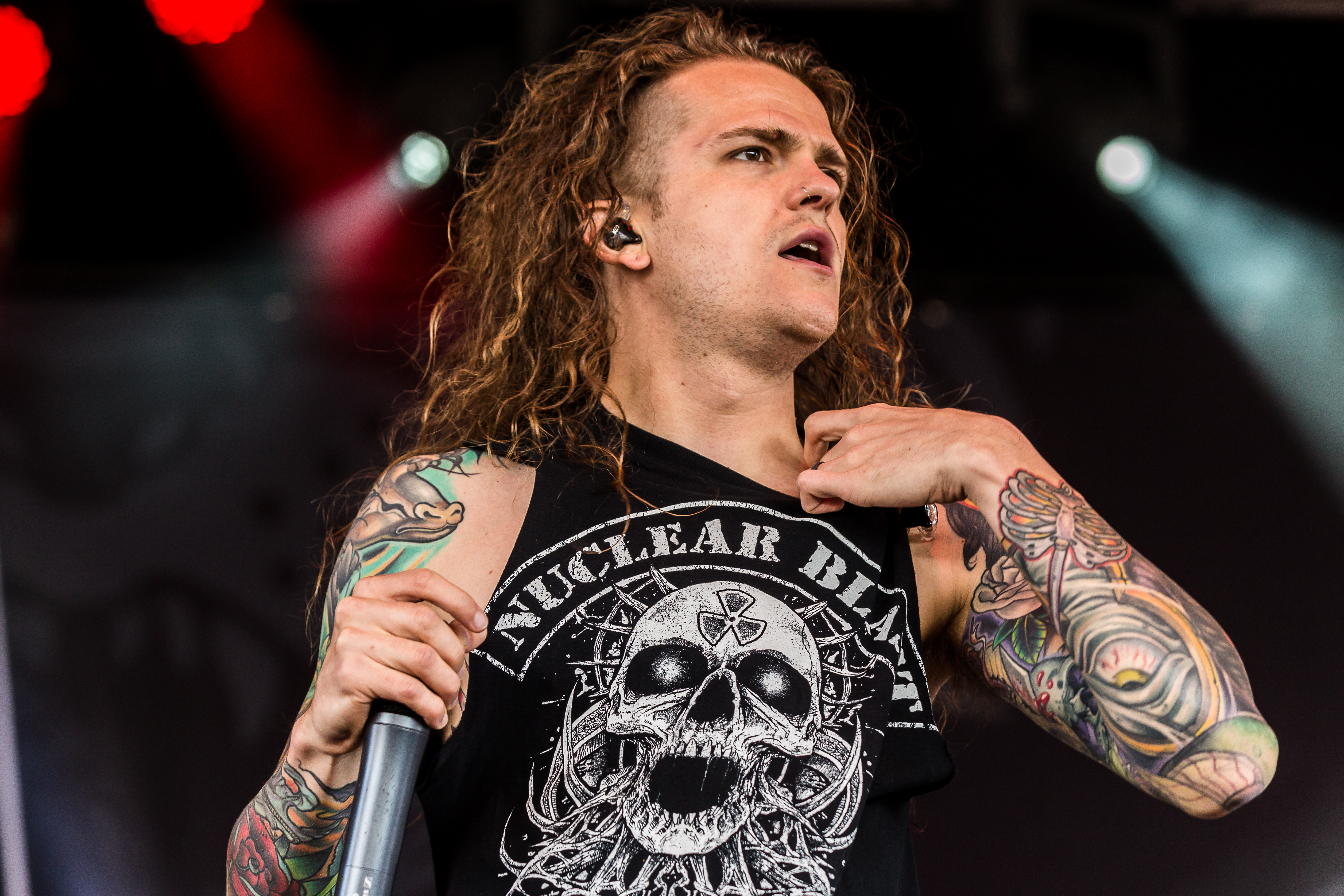
Il cantante Levi Benton in concerto nel 2018

Dopo i tour del 2011, la band si rimise al lavoro per il nuovo album. At Heart, questo il titolo del terzo album della band, venne pubblicato il 12 giugno 2012. A marzo e maggio 2012 la band si imbarcò nel Recorruptor Tour insieme a Whitechapel, After the Burial, e The Plot in You. Ad aprile la band partecipò ad un tour europeo con Parkway Drive, The Ghost Inside e Confession, e in estate, per il secondo anno consecutivo, al Warped Tour. Nell'autunno 2012 parteciparono come headliner all'AP Tour e nel marzo 2013 come gruppo spalla, insieme agli Halestorm, al tour europeo dei Bullet for My Valentine.
Il 25 febbraio 2014 venne annunciato che il quarto album di inediti Rise of the Lion sarebbe stato pubblicato il 29 aprile 2014. Nel gennaio 2015 il gruppo supportò invece gli August Burns Red nel loro Frozen Flame Tour, con Northlane, Fit for a King ed ERRA. Tornarono in studio nello stesso anno per registrare un quinto album, intitolato Deathless e prodotto da Joey Sturgis, con il quale la band aveva già lavorato nei primi due album. Deathless venne pubblicato il 7 agosto 2015, anticipato dai singoli I.H.E. e Deathless.

### Con la SharpTone (2016-presente)
Il 24 giugno 2016 il gruppo annunciò di aver lasciato la Rise Records per firmare un nuovo contratto discografico con l'indipendente SharpTone Records. Il 2 giugno 2017 venne quindi pubblicato il sesto album in studio del gruppo, Shadows Inside, supportato da un tour da headliner in Nord America. Nel 2018 parteciparono al Gore Core Metal and More Tour, sempre in Nord America, in supporto a GWAR e Hatebreed. Nei primi mesi del 2019 supportarono nuovamente gli August Burns Red per il loro Dangerous Tour, per poi imbarcarsi con i The Word Alive in un tour da headliner in promozione del decimo anniversario di pubblicazione del loro secondo album Monument.
Il 2 settembre 2022 uscì il settimo album in studio, intitolato Curse of Existence.

## Formazione

### Formazione attuale
- Levi Benton – voce death (2006-presente)
- Justin Aufdemkampe – chitarra solista (2006-presente)
- B.J. Stead – chitarra ritmica (2006-presente)
- Ryan Neff – basso, voce melodica (2006-2007; 2009-presente)
- Jerod Boyd – batteria (2006-presente)

### Ex componenti
- Josh Gillespie – basso, voce melodica (2007-2009)

## Discografia

### Album in studio
- 2009 – Apologies Are for the Weak
- 2010 – Monument
- 2012 – At Heart
- 2014 – Rise of the Lion
- 2015 – Deathless
- 2017 – Shadows Inside
- 2022 – Curse of Existence

### Demo
- 2007 – Vows for a Massacre
- 2008 – Demo 2008